# Harry Heijnen
Harry Heijnen (Venlo, 17 de octubre de 1940 - ibídem, 17 de marzo de 2015) fue un futbolista neerlandés que jugaba en la demarcación de extremo.

## Biografía
Debutó en 1959 con el VVV-Venlo de la mano de Wilhelm Kment. Su mejor temporada con el club fue la edición de 1960/1961, donde ayudó al equipo a acabar en tercera posición. Jugó en el club hasta 1962, año en el que se fue traspasado al ADO Den Haag durante cinco años. Con el club volvió a quedar tercero, en 1967 y en 1968. En 1967 tuvo un paso de tres meses con el San Francisco Gales junto a futbolistas como Dick Advocaat. Posteriormente volvió al ADO por dos años. En 1969, tras pagar 50 000 florines neerlandeses el MVV Maastricht, jugó en el club por un año. En 1970 volvió al VVV-Venlo para retirarse en 1973.
Falleció el 17 de marzo de 2015 en Venlo a los 74 años de edad tras sufrir cáncer de esófago.

## Selección nacional
| Núm. | Fecha                    | Lugar                       | Rival   | Resultado | Competición      |
| ---- | ------------------------ | --------------------------- | ------- | --------- | ---------------- |
| 1    | 18 de septiembre de 1966 | Estadio Ernst Happel, Viena | Austria | 2-1       | Partido amistoso |

## Clubes
| Club                | País           | Año         | Partidos | Goles |
| ------------------- | -------------- | ----------- | -------- | ----- |
| VVV-Venlo           | Países Bajos   | 1959 - 1962 | 88       | 14    |
| ADO Den Haag        | Países Bajos   | 1962 - 1967 | 142      | 53    |
| San Francisco Gales | Estados Unidos | 1967        | 9        | 2     |
| ADO Den Haag        | Países Bajos   | 1967 - 1969 | 57       | 9     |
| MVV Maastricht      | Países Bajos   | 1969 - 1970 | 30       | 5     |
| VVV-Venlo           | Países Bajos   | 1970 - 1973 | 87       | 29    |